# Caribbean's Next Top Model
Caribbean's Next Top Model - còn được gọi là CaribeNTM - là cuộc thi truyền hình thực tế được đặt tại Caribbean. Chương trình này có một nhóm các thí sinh tham vọng trẻ, từ khắp Caribê, cạnh tranh cho danh hiệu Caribbean's Next Top Model và có cơ hội bắt đầu sự nghiệp của họ trong sự nghiệp. Mỗi mùa được đặt trên một đất nước mới vì cuộc cạnh tranh tự nó đi qua vùng Caribê.
Các thí sinh bán kết từ khắp Caribê sẽ giảm xuống còn 11 tới 14 thí sinh chung cuộc và họ sẽ có một loạt các thử thách để trở thành người mẫu chuyên nghiệp.
CaribeNTM đã phát sóng trên 30 vùng lãnh thổ Caribe.

## Giám khảo
| Giám khảo         | Mùa       | Mùa       | Mùa       | Mùa       |
| Giám khảo         | 1 (2013)  | 2 (2015)  | 3 (2017)  | 4 (2018)  |
| ----------------- | --------- | --------- | --------- | --------- |
| Wendy Fitzwilliam | Host      | Host      | Host      | Host      |
| Pedro Virgil      | Giám khảo | Giám khảo | Giám khảo | Giám khảo |
| Richard Young     | Giám khảo | Giám khảo |           |           |
| Socrates McKinney |           |           | Giám khảo | Giám khảo |

## Các mùa
| Mùa                    | Phát sóng            | Quán quân       | Á quân                      | Các thí sinh theo thứ tự bị loại | Tổng số thí sinh | Điểm đến quốc tế |
| ---------------------- | -------------------- | --------------- | --------------------------- | --- | ---------------- | ---------------- |
| 1 · Trinidad và Tobago | 18 tháng 2 năm 2013  | Treveen Stewart | Stephany Francisca          | Rachel John (dừng cuộc thi), Semoy De Four, Ashley Anselm, Sheriza Ali, Kendra Beneby, Lisa Wallace, Sedia Jackman, Athaliah Samuel, Susan Chin & Trudy-Lee Collins               | 12               | St. Augustine    |
| 2 · Barbados           | 19 tháng 10 năm 2015 | Kittisha Doyle  | Linda Torres                | Carol-Ann King & Raquel Wijnerman, Krissle Garcia, Mackella Moo-Young, Lia Ross, Yugge Farrell, Sydney Solomon, Ayana Whitehead, Nicoya Henry                                     | 11               | Không có         |
| 3 · Grenada            | 30 tháng 1 năm 2017  | Shamique Simms  | Nkechi Vaughn Samantha West | Altena Wilson & Nina Victor, Sashawna Flake, Zahada Harper, Iyepha Biggot, Chenise Cumberland, Lynah Bontiff, Tonisha Rock-Yaw, Tanisha Lalla, Nikita Maibaum, Lisa-Marie Faustin | 14               | Không có         |
| 4 · Jamaica            | 14 tháng 2 năm 2018  | Le-Shae Riley   | Daphne Veldkamp             | Kerryne James, Vanessa John, Kristina Robinson & Saskia Lewin & Trevine Sellier, Chimay Ramos, Usha Thomas, Ingrid Suarez, Natalie Whittington, Gabriella Bernard                 | 12               | Không có         |

## Thí sinh từ đất nước
| Quốc gia/Lãnh thổ   | Mùa                                                              | Mùa                     | Mùa                                                            | Mùa                                                          |
| Quốc gia/Lãnh thổ   | 1                                                                | 2                       | 3                                                              | 4                                                            |
| ------------------- | ---------------------------------------------------------------- | ----------------------- | -------------------------------------------------------------- | ------------------------------------------------------------ |
| Antigua and Barbuda |                                                                  | Nicoya Henry            |                                                                |                                                              |
| Aruba               |                                                                  |                         |                                                                | Chimay Ramos                                                 |
| Bahamas             | Kendra Beneby                                                    |                         |                                                                | Kristina Robinson                                            |
| Barbados            | Sedia Jackman                                                    | Carol-Ann King          | Tonisha Rock-Yaw                                               |                                                              |
| Dominica            |                                                                  |                         | Lynah Bontiff                                                  |                                                              |
| Quần đảo Cayman     | Treveen Stewart                                                  | Sydney Solomon          |                                                                |                                                              |
| Curaçao             | Stephany Francisca                                               |                         |                                                                |                                                              |
| Grenada             |                                                                  | Kittisha Doyle          | Nikita Maibaum Zahada Harper                                   | Kerryne James Usha Thomas                                    |
| Guadeloupe          | Ashley Anselm                                                    |                         |                                                                |                                                              |
| Guyana              |                                                                  |                         | Nkechi Vaughn                                                  |                                                              |
| Jamaica             | Lisa Wallace Trudy-Lee Collins                                   | Mackella Moo-Young      | Altena Wilson Chenise Cumberland Sashawna Flake Shamique Simms | Saskia Lewin                                                 |
| Panama              |                                                                  |                         |                                                                | Ingrid Suarez Natalie Whittington                            |
| Puerto Rico         |                                                                  | Linda-Meija Torres      |                                                                |                                                              |
| Saint Lucia         |                                                                  | Ayana Whitehead         | Lisa-Marie Faustin                                             |                                                              |
| Saint Vincent       |                                                                  | Yugge Farrell           |                                                                |                                                              |
| Sint Maarten        |                                                                  |                         | Nina Victor                                                    |                                                              |
| Suriname            |                                                                  | Raquel Wijnerman        |                                                                | Daphne Veldkamp                                              |
| Trinidad and Tobago | Athaliah Samuel Rachel John Semoy De Four Sheriza Ali Susan Chin | Krissle Garcia Lia Ross | Iyepha Biggot Samantha West Tanisha Lalla                      | Gabriella Bernard Le-Shae Riley Trevine Sellier Vanessa John |

- In đậm là tên của quán quân trong mùa đó
- In nghiêng là tên của á quân trong mùa đó